# Rue Yves-Toudic
La rue Yves-Toudic est une voie située dans le quartier de la Porte-Saint-Martin du 10e arrondissement de Paris, en France.

## Situation et accès

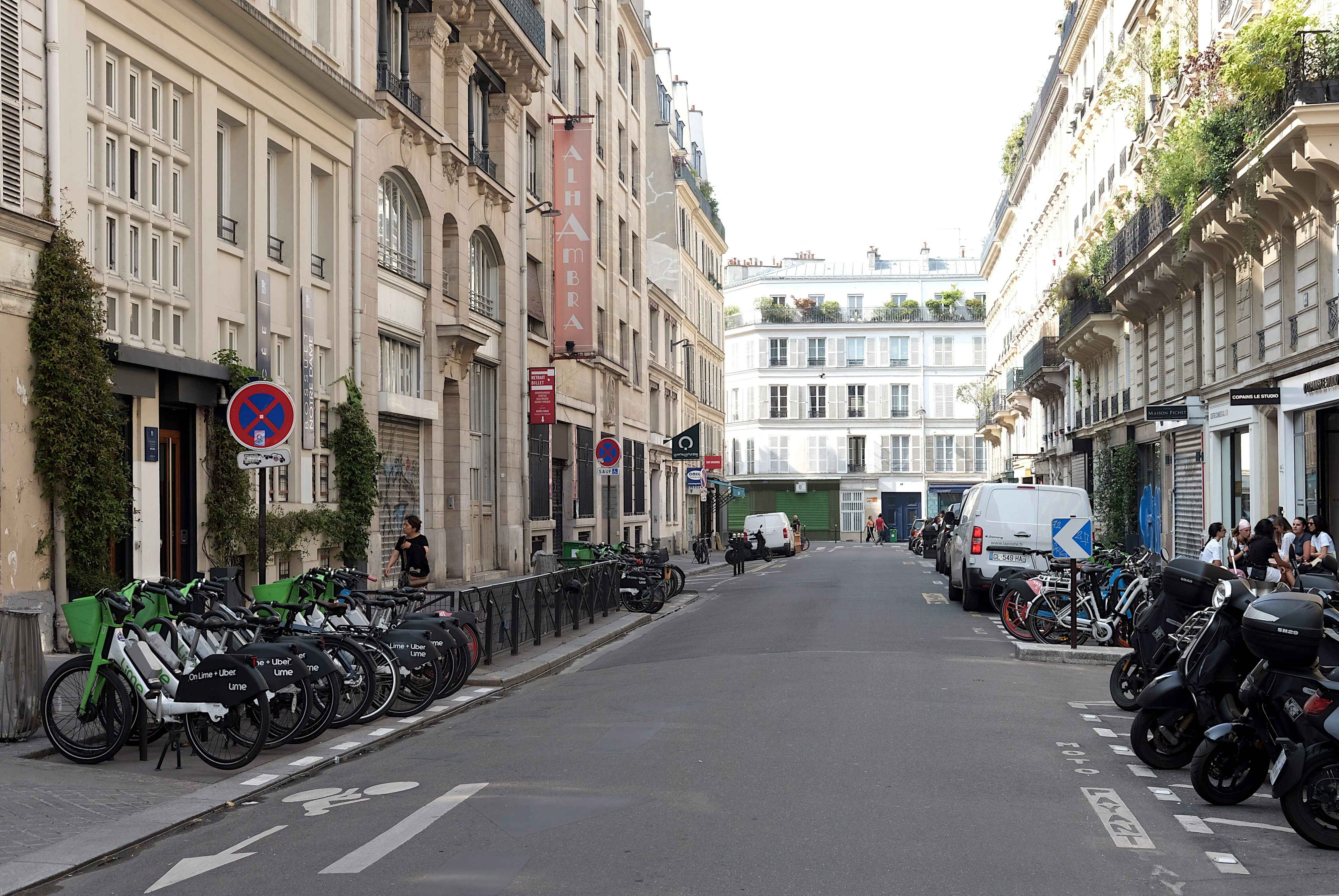
La rue Yves-Toudic en août 2024.

La rue Yves Toudic commence au no 9 rue du Faubourg-du-Temple et se termine après 430 mètres au niveau du no 40 rue de Lancry. Elle est large de 15 mètres et, dans son parcours du sud au nord, elle traverse la rue Léon Jouhaux, la rue Dieu, la rue Beaurepaire et la rue de Marseille.

## Origine du nom

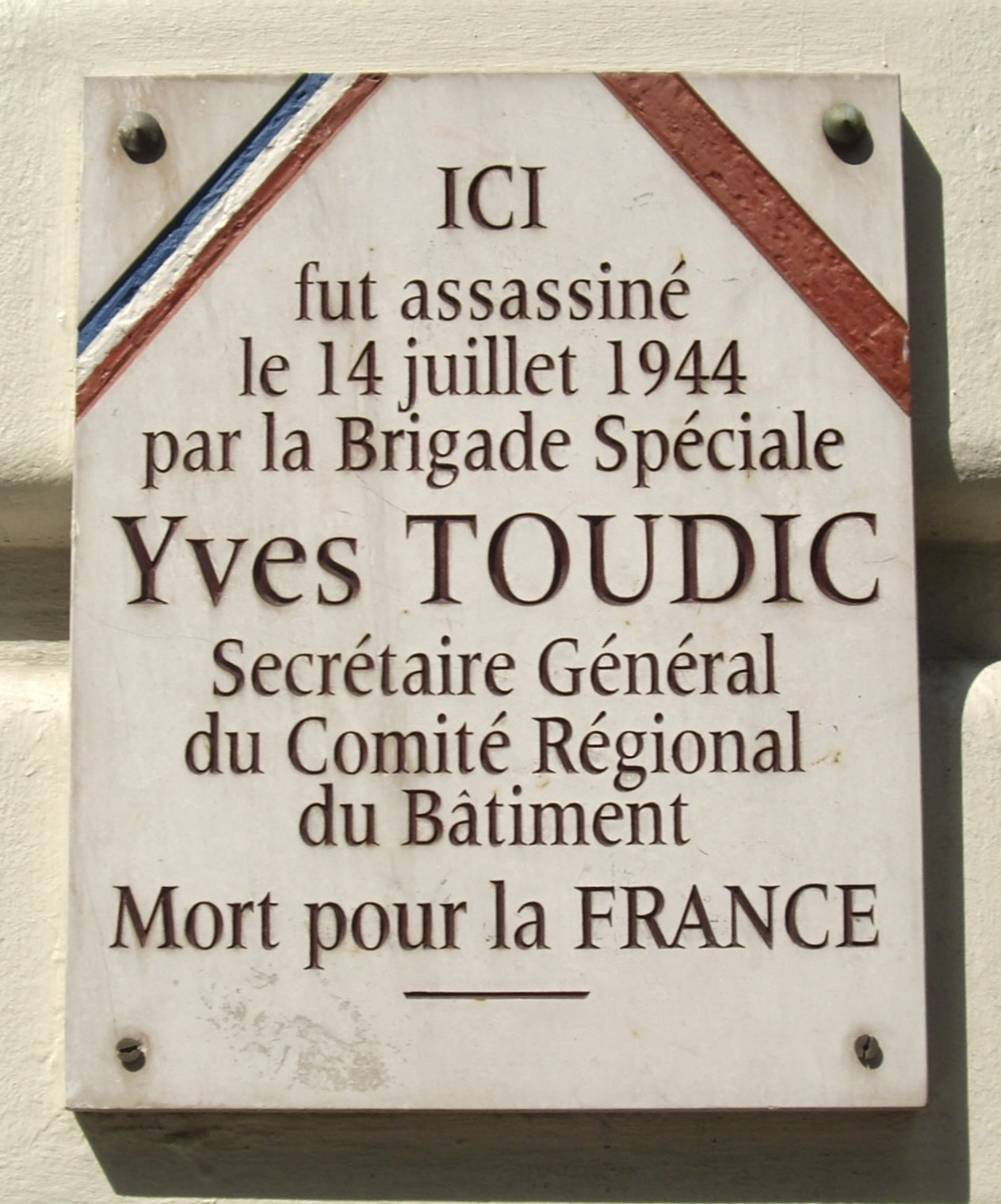
Plaque sur l'assassinat d'Yves Toudic.

En 1946, la rue prend le nom du syndicaliste Yves Toudic (1901-1944), tué un peu plus au sud, de l'autre côté de la proche place de la République, elle-même plus au sud, le 14 juillet 1944, lors d'une manifestation antipatriotique.
Cette plaque commémorative en ce sens fait quasiment angle, sur un immeuble de la proche rue Meslay, lorsqu'on y entre par la rue du Temple, côté pair normalement, à Paris 3e, jouxtant République par son sud.

## Historique
Cette rue a été ouverte par ordonnance du 20 février 1825, entre les rues de Marseille et de Lancry, sous le nom de  « rue Lacasse », du nom d'un propriétaire lors de l'aménagement des abords du canal Saint-Martin, avec une largeur fixée à 12 m.
À partir de 1828, elle est prolongée entre la rue de Marseille et la rue de la Douane, avec une largeur de 15 m, sous le nom de « rue de l'Entrepôt » en raison du voisinage de l'entrepôt des Douanes, construit de 1831 à 1840 par l'architecte Edme Jean-Louis Grillon, situé au no 14 de la rue.
En vertu d'un décret du 13 février 1856, elle est une nouvelle fois prolongée entre les rues du Faubourg-du-Temple et de la Douane.
Le 11 mars 1918, durant la Première Guerre mondiale, le no 2 « rue de l'Entrepôt » est touché lors d'un raid effectué par des avions allemands.
Elle prend sa dénomination actuelle par arrêté du 8 juin 1946.

## Bâtiments remarquables et lieux de mémoire
- No 14 : entrée de l'entrepôt des Douanes, construit de 1831 à 1840 par l'architecte Edme Jean-Louis Grillon[3], qui occupait le quadrilatère délimité par les rues de l'Entrepôt, de la Douane, de Marseille et le canal Saint-Martin.
- No 17 : lycée Bossuet Notre-Dame, établissement catholique privé sous contrat avec l'État[6].
- No 19 : immeuble construit en 1900, à l’emplacement de celui qu’occupait le sculpteur Auguste Cain. Un bas-relief, représentant un coq, rend hommage aux œuvres du sculpteur[7].
- No 21 : le Nouvel Alhambra, inauguré en 2008, dans les locaux de l'Association fraternelle des cheminots français[8], créée à cette adresse en 1920.
- Caserne Vérines.

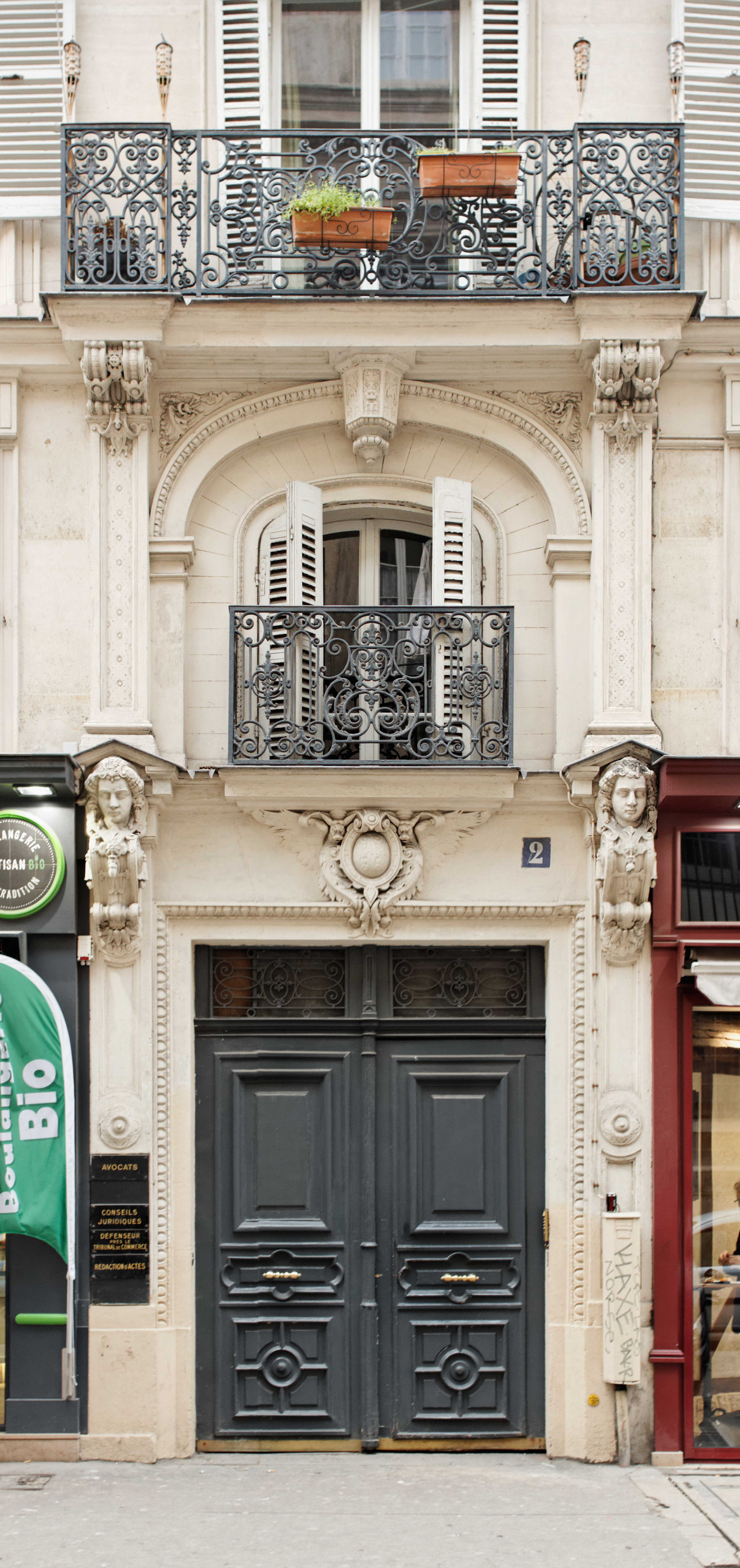
Le n°2.
Le n°4.
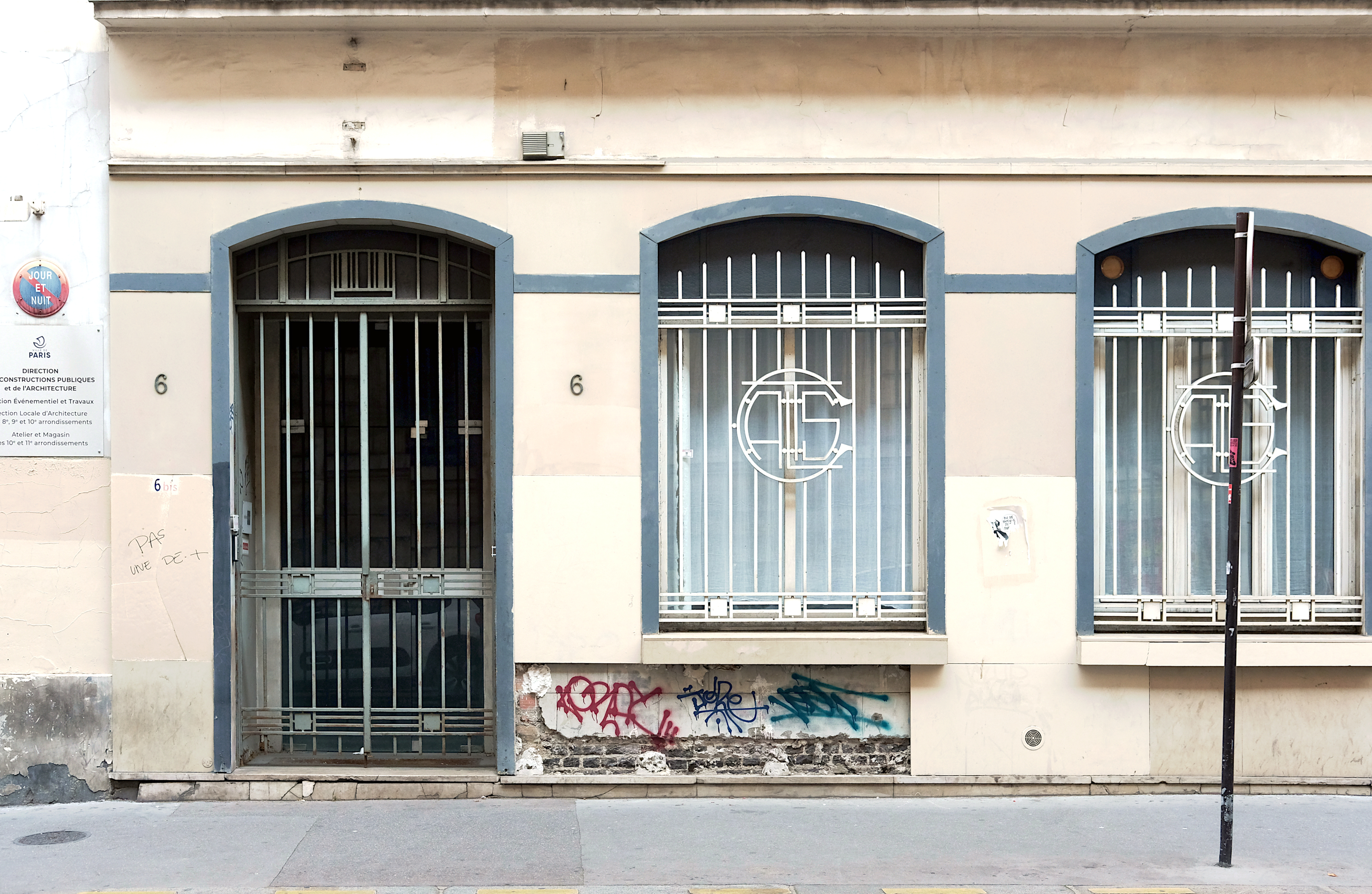
Le n°6.
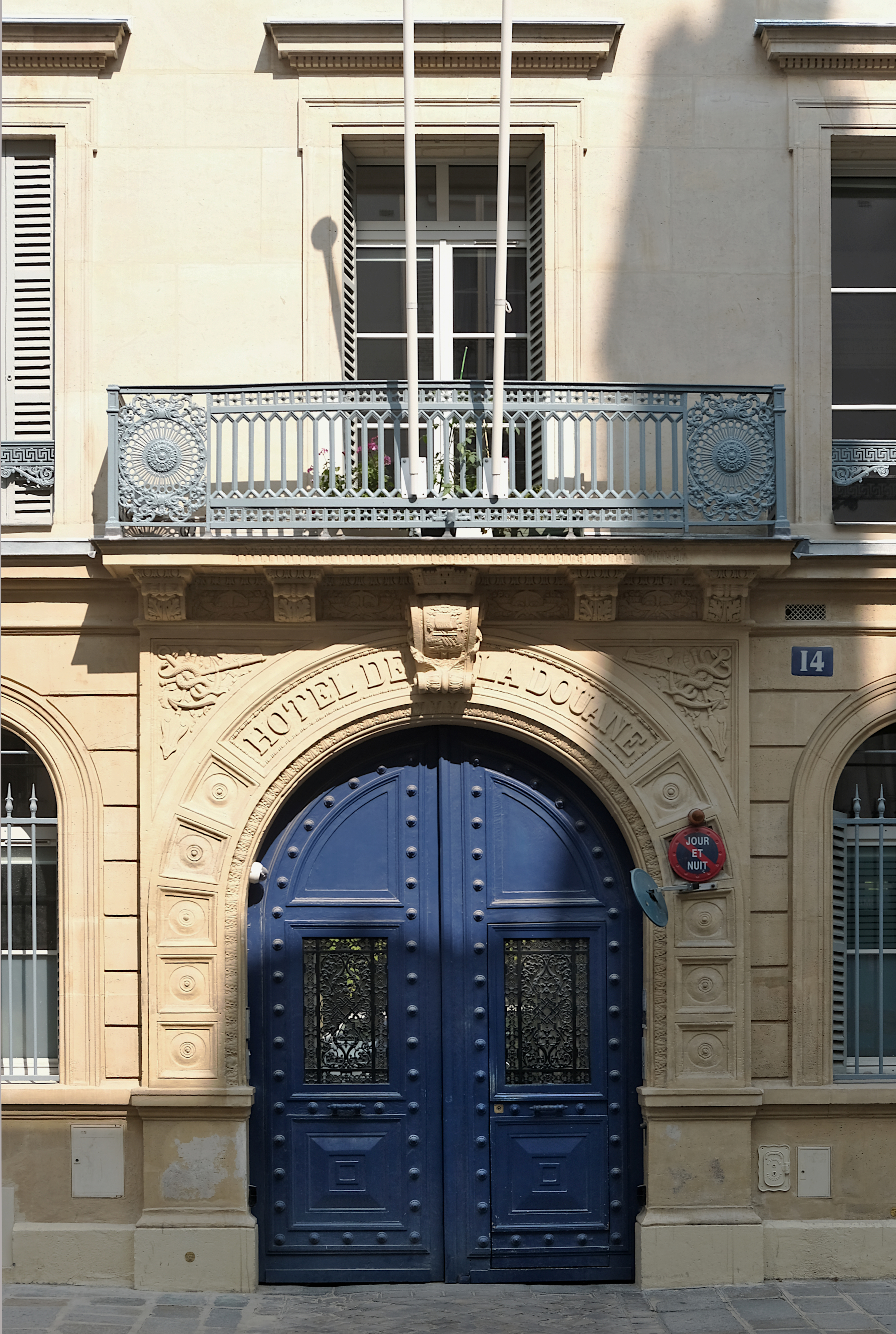
Le n°14.
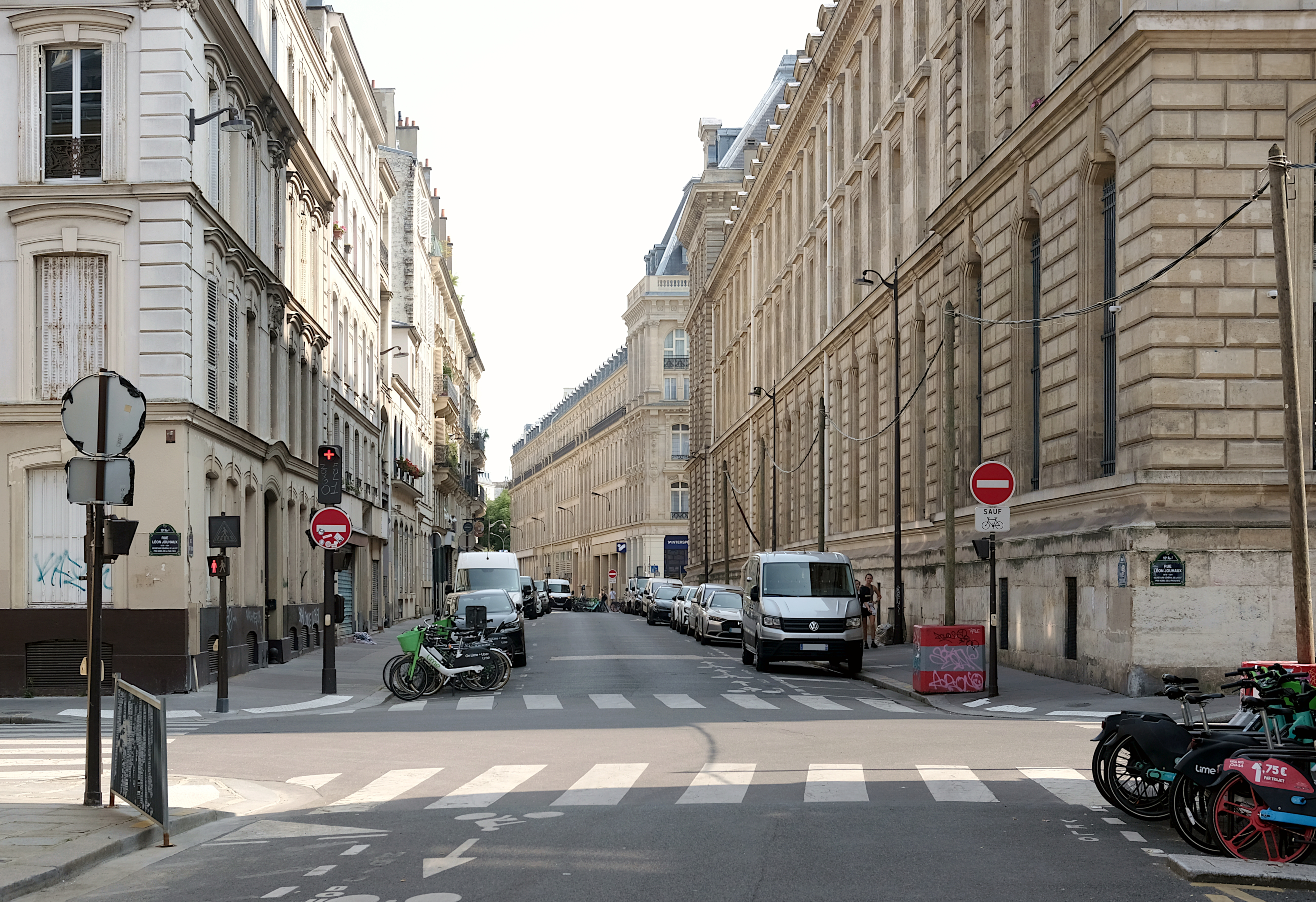
Caserne Verines (à droite).

### Mentions littéraires
La toute première adresse des Humanoïdes Associés se situait au numéro 32 de la rue ; il est parfois fait référence à « Yves Toudic » d'une manière humoristique dans les premiers numéros de Métal hurlant.
Jean Echenoz, dans son roman Les Grandes Blondes (1995), situe dans la rue le domicile du détective Personnettaz, qui traque Gloria Stella autour du monde,.